# Heidelbergi várkastély

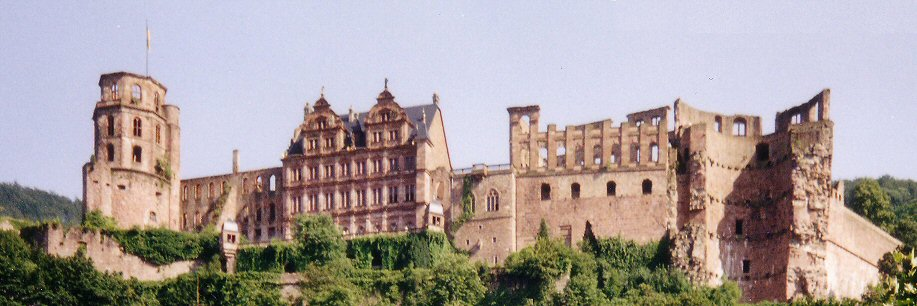
„Zordan dőlt nagy idők titkaitól nehéz
árnyával s az egész völgyre feküdt a vár
orkán tépte falakkal;
ám az örök Nap ifjitó
fényt ontott a gigász tömbre, a rom körül
zöldebb volt a borostyán, a hegyoldalon
nyájas lombjukat erdők
zúgatták le a vár felől.”
Friedrich Hölderlin: Heidelberg (Rónay György fordítása)

A heidelbergi várkastély Németország egyik nevezetes romépülete, Heidelberg városának jelképe. A Königstuhl erdős lejtőjén a wormsi érsekek 13. századi erődítménye állt, amiből mára csak egy falszakasz kora gótikus ablakai maradtak. A gótikus Ruprechtsbau 1410-re, a kora reneszánsz Ottheinrichsbau 1559-re, az érett reneszánsz Friedrichsbau 1607-re készült el. A pfalzi választófejedelmek székhelye volt mindaddig, amíg a pfalzi örökösödési háborúban (kilencéves háború) – 1689-ben és 1693-ban – XIV. Lajos francia király katonái le nem rombolták. Gazdái tervbe vették helyreállítását, de a választófejedelem udvarának Mannheimbe költözése, valamint az 1764-es, villámcsapás okozta tűzeset után csak a ma is látható részeit építették újjá.

## Földrajzi fekvése
A heidelbergi kastély a Neckar bal partján, a folyó és a Königstuhl közé ékelődő, északi fekvésű 80 méter magas dombon, a Jettenbühlön áll. A Kornmarkttól hegyi vasúttal is megközelíthető.

## A kastély története

### A kastély eredete

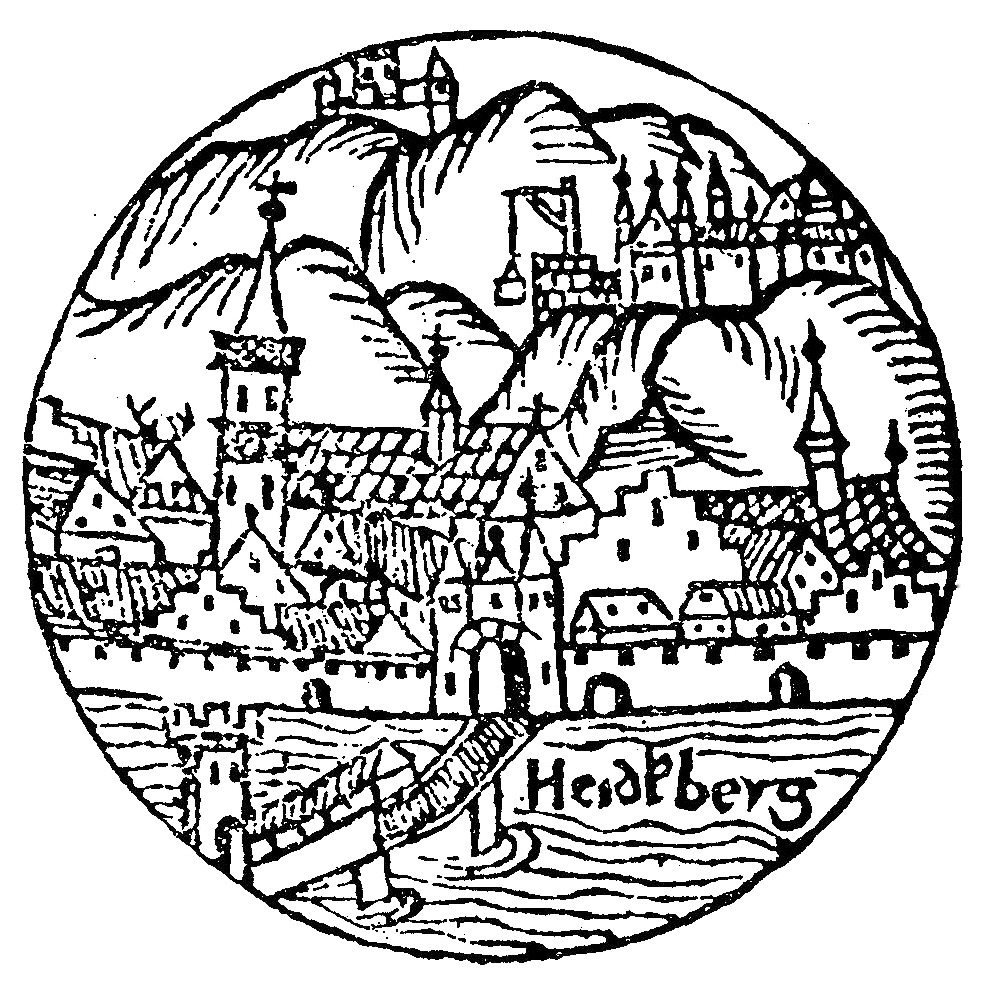
A Heidelbergi kastély első ábrázolása, Sebastian Münster, 1527

Heidelberg városának nevét 1147-ben, III. Konrád német király uralkodása idején említik először hivatalos okiratban, amikor édesapja, I. Frigyes sváb herceg és féltestvére, Barbarossa Frigyes úgy osztotta fel az örökséget, hogy ő kapta a rajnai területet.
Először 1225-ben történik említés egy heidelbergi várról („castrum in Heidelberg cum burgo ipsius castri”), amit Henrik wormsi püspök (Heinrich von Worms) hűbéri birtokként (V.) Kelheimeri Lajosnak adományozott. A vár építői az 1214-ben a Rajnai Palotagrófsággal megajándékozott bajor hercegek és grófok voltak (Kelheimeri Lajos). Egy 1303. évi okmányban említenek először két várat: a „felső várat” a Kis Gaisbergen a mai Molkenkurnál és az „alsó várat” a Jettenbühlön.
Sokáig azt gondolták, hogy a heidelbergi kastély története a 15. század eleji Ruprecht-épület felállításával kezdődött, mert a kutatások és vizsgálatok során talált legrégebbire datálható építőanyag ebből az időből származott. A 19–20. században végrehajtott átfogó régészeti kutatások során egy válaszfalba befalazott, késő román lóhere-ívű ablaktöredéket, illetve egy kora gótikus, hármas tagolású ablakot találtak, ami egyértelműen bizonyítja, hogy a dombon már a 13. század elején végeztek építési munkálatokat.

### Királyi kastély és pápai börtön
Amikor 1401-ben Rupert német király lett, a kastélyban olyan kevés hely volt, hogy a koronázás utáni hazatérésekor, udvartartásával az Ágoston-rendi kolostorban (ma Universitätsplatz) kellett letáboroznia. Mindenképpen szükség volt egy, az uralkodó hatalmát reprezentáló létesítményre, amely helyet ad az udvari háztartásnak és hivatalnokoknak, de ugyanakkor mint erőd védelmi feladatokat is ellát.
Rupert halála (1410) után, az uralma alatti területet fiai között osztották fel: a Pfalzi Választófejedelemség törzshelyét legidősebb fia, III. Lajos kapta (Jánosé Pfalz-Neumarkt lett, Ottóé Pfalz-Mosbach és Istváné Pfalz-Simmern). A konstanzi zsinat után Zsigmond magyar király és német-római király (később német-római császár) megbízásából 1415-ben foglyul ejtette XXIII. János ellenpápát és a heidelbergi kastélyban tartotta fogva, amíg a mannheimi Eichelsheim várba nem zárták.

### A mainzi örökösödési viszály
A mainzi örökösödési viszály 1461–1462-ben a mainzi püspökségért folytatott háborús konfliktus volt, aminek során I. Győzedelmes Frigyes pfalzi választófejedelem („Pfälzer Fritz”) foglyul ejtette és a kastélyban kegyetlen körülmények között, láncra verve tartotta I. Károly badeni őrgrófot, Georg badeni őrgrófot, Metz püspökét és V. Württembergi Ulrich grófot, amíg hajlandók nem lettek megfizetni az értük követelt váltságdíjat. I. Károly őrgrófot 25 000 gulden megfizetésére kötelezték, valamint zálogba kellett adnia Sponheimet és pfalzi hűbérbirtoknak kellett elismernie Pfozheimet. A metzi püspöknek 45 000 guldent kellett fizetnie. A legfontosabb az volt, hogy Frigyes biztosította választófejedelemségre vonatkozó igényét.

### A reformáció és a harmincéves háború
1518 áprilisában V. Jámbor Lajos fejedelemsége idején Luther Márton is meglátogatta a kastélyt, amikor Heidelbergbe érkezett, hogy a város híres egyetemén előadja és megvédje téziseit. A kastélyban a fejedelem testvére – Wolfgang – vezette körbe: később Luther egy barátjának írt levelében (1518. május 18.) dicsérte a kastély szépségét és katonai felszerelését.
A harmincéves háborúban lőttek először a heidelbergi kastélyra. Ettől kezdve története elsősorban pusztításáról és újjáépítéséről szól.
1619-ben V. Frigyes elfogadta Csehország királyi koronáját és ezzel magára vonta a Német-római Birodalom haragját. A fehérhegyi csatában (a harmincéves háború első jelentős ütközete, 1620. november 8.) elszenvedett vereség után nemcsak a cseh koronát (rövid uralkodása miatt a Winterkönig – téli király – gúnynevet kapta), de a pfalzi területeit is elveszítette; csapatait elhagyta és száműzetésbe vonult. A bajor választófejedelem szolgálatában álló Johann t’Serclaes Tilly tábornagynak, a Katolikus Liga parancsnokának szabad útja volt a védtelen Pfalz felé. 1622. augusztus 26-án megkezdte Heidelberg lövetését, szeptember 16-án bevette a várost, majd pár nappal később a kastélyt is.
1633. május 5-én a svédek foglalták el Heidelberget, és amikor a Königstuhlról kezdték lőni a kastélyt, a császári parancsnok átadta az erődöt (1633. május 26.). Csapatai már a következő évben megpróbálták visszaszerezni az épületeket, de ez csak 1635 júliusában sikerült és csupán 1649 októberében költözött be az új uralkodó (I. Károly Lajos) a lerombolt kastélyba.

### A pfalzi örökösödési háború
XIV. Lajos francia király a gyermektelen II. Károly választófejedelem (a Pfalz-Simmern vonal utolsó fejedelme) halála után Pfalzi Erzsébet Sarolta orléans-i hercegné nevében, az örökösödési szerződés ellenére igényt tartott a pfalzi allódiumra. Ezt demonstrálandó, 1688 szeptemberében csapatokat küldött a Pfalzi Választófejedelemségbe és ezzel kezdetét vette a pfalzi örökösödési háború. Az új fejedelem II. Fülöp Vilmos (Pfalz-Neuburg vonal) elhagyta Heidelberget és Neuenburgba (Felső-Pfalz) költözött. A francia csapatok 1688. október 24-én vonultak be a városba és megkezdték a kifosztását. Erzsébet Saroltának nagyon fájt, hogy hazájában, az ő nevében ilyen pusztítást végeznek; férje I. Fülöp Orléans hercege nagylelkűen osztogatta kegyenceinek a háborús zsákmányt.
Az egyesült európai hatalmak elleni tervként a francia haditanács az erődítmények és várak lerombolása és a pfalzi földek elpusztítása mellett döntött, hogy ezzel megakadályozzák az ellenség esetleges támadását innen. Amikor a csapatok elhagyták a várost (1689. március 2.), felgyújtották a kastélyt és a város több részét. Ahogy János Vilmos bevonult a letarolt Heidelbergbe, rendbe tetette a városfalakat és a tornyokat. 1691/1692-ben a franciák újból a városkapuk előtt álltak, de a város védelmi rendszere olyan jónak tűnt, hogy dolguk végezetlenül elvonultak. 1693. május 22-én viszont sikerült ismét bevenniük a várost. A kastély legénysége kapitulált. A franciák a várfalakat és a tornyokat, amik az előző pusztítást megúszták, ezúttal robbantással rombolták földig.

### A rezidencia Mannheimbe költözik

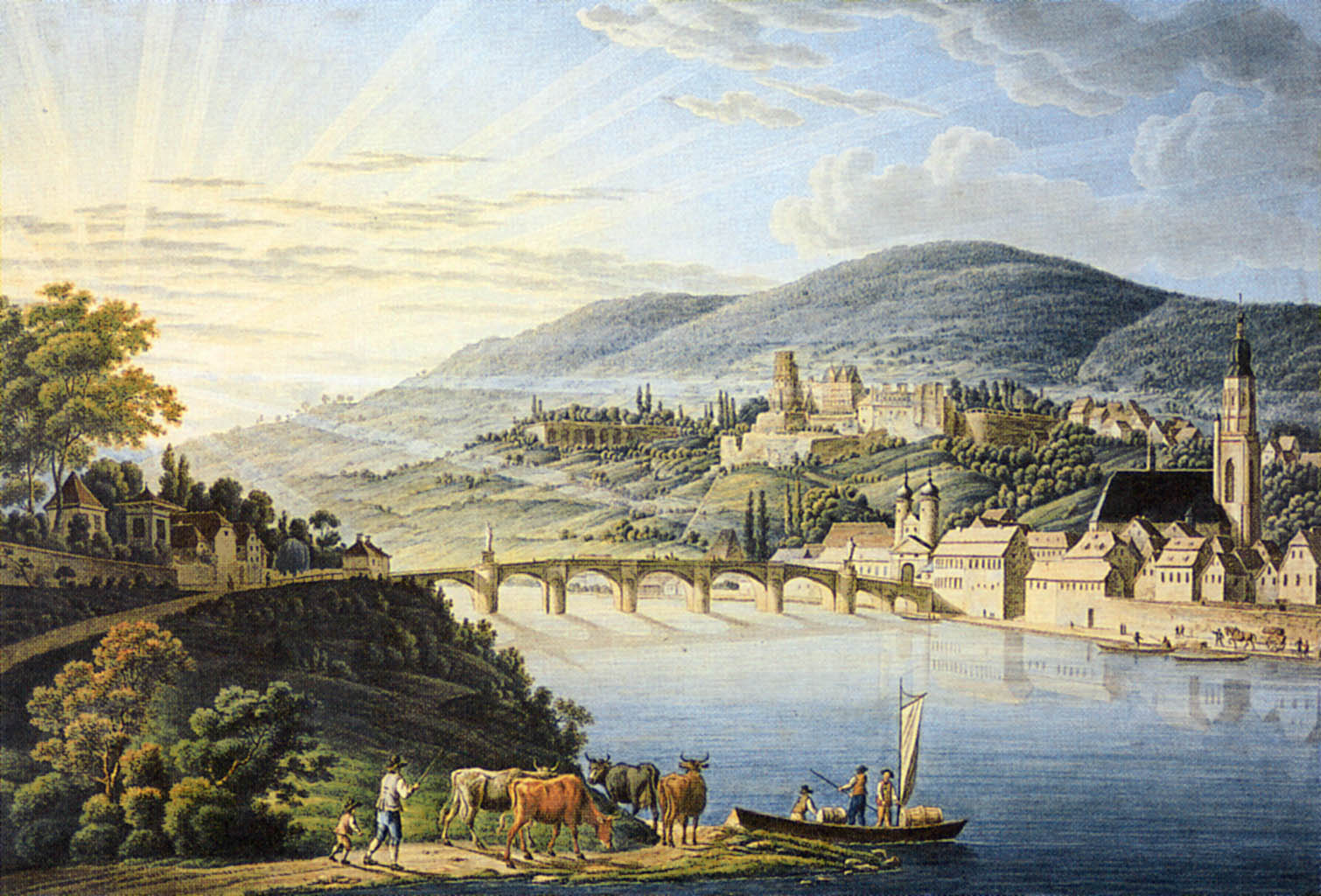
A heidelbergi kastély romantikus ábrázolása Friedrich Rottmann festményén, 1800 körül

A pfalzi örökösödési háborút lezáró rijswijki békeszerződés (1697) enyhülést hozott. Úgy tervezték, hogy a kastélyt teljesen elbontják és a használható részeket egy új palota megépítéséhez használják fel. A terv végrehajtása nehézségekbe ütközött, ezért a kastély ideiglenes helyreállítása mellett döntöttek. III. Károly Fülöp pfalzi választófejedelem a teljes átépítését szerette volna megvalósítani, de pénzhiány miatt elnapolta a terv végrehajtását. A katolikus választófejedelem vitába keveredett a város protestánsaival, mert be akarta tiltani a heidelbergi káté hittételeit, és átengedte a Szentlélek-templomot (Heiliggeistkirche) a katolikusoknak azzal a céllal, hogy egy katolikus udvari templomot hozzanak létre. Ezt a protestánsok mindenképpen meg akarták akadályozni. A vita azzal ért véget, hogy a fejedelem 1720-ban Mannheimbe helyezte át rezidenciáját és sorsára hagyta a várost; a heidelbergi kastély renoválási szándékai pedig feledésbe merültek.
Utóda, IV. Károly Tivadar úgy gondolta, hogy visszaköltözik a heidelbergi kastélyba, de 1764. június 24-én kétszer egymás után villám csapott az épületbe, a kastély ismét tűz martaléka lett, ezt a fejedelem rossz jelnek tekintette és elállt terveitől. A következő évtizedekben végrehajtottak ugyan néhány szükséges felújítási munkát az épületeken, de a kastély nagy része romos állapotban maradt.

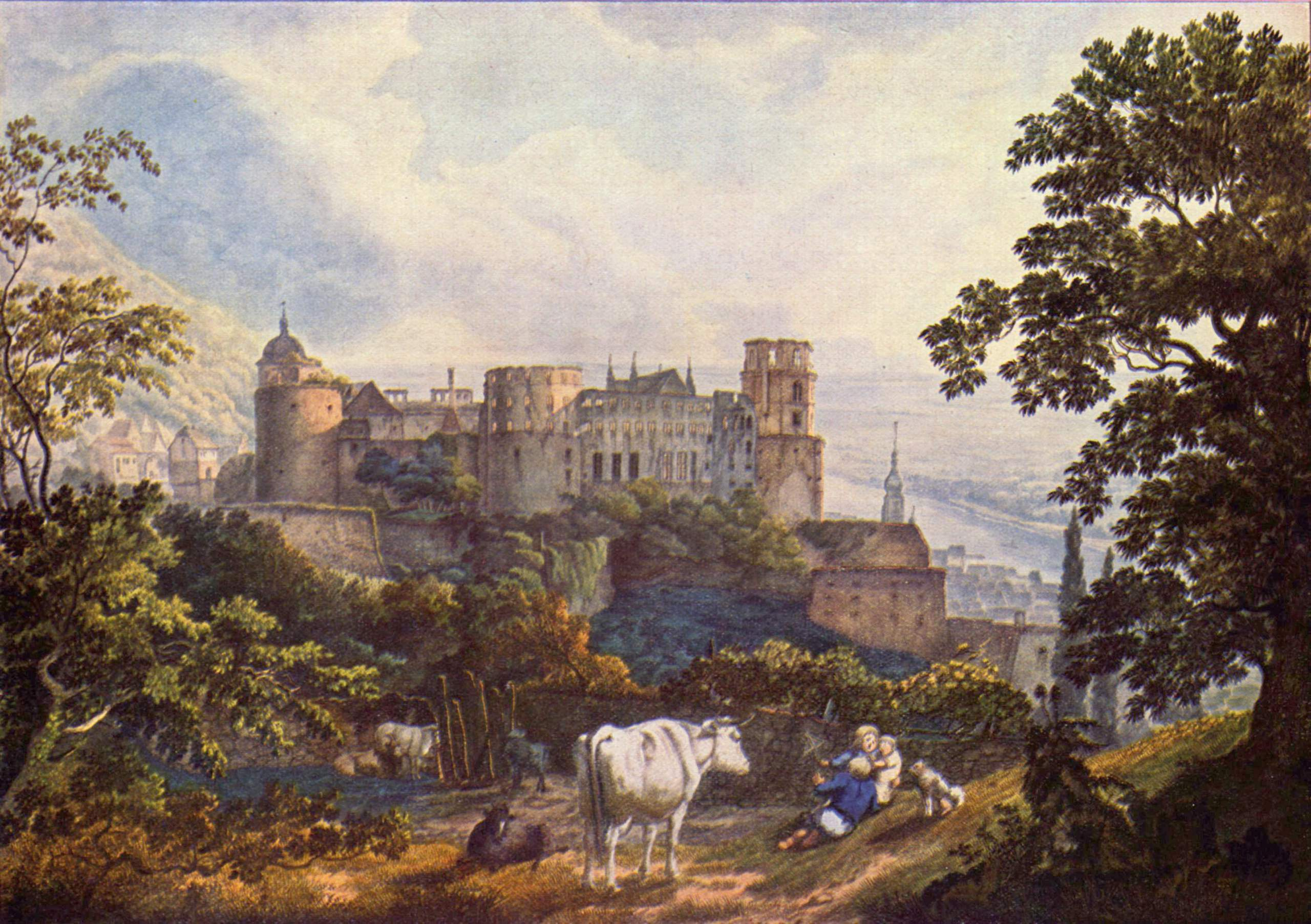
A kastély, Carl Philipp Fohr festményén, 1815

### Lassú pusztulás és romantikus lelkesedés

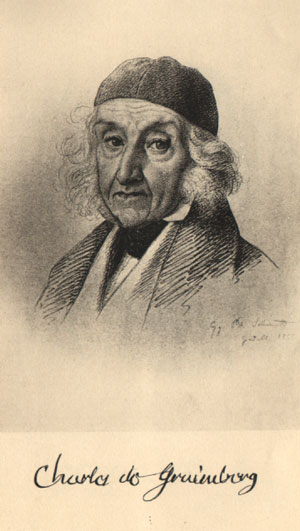
Charles de Graimberg arcképe

1777-ben IV. Károly Teodor Mannheimből Münchenbe helyezte át székhelyét, így a heidelbergi kastély még inkább háttérbe szorult. A fedett termekben kézművesek dolgoztak, a déli fal kockaköveit pedig elhordták és építőanyagként a schwetzingeni kastély építéséhez használták fel.
A regensburgi birodalmi gyűlés kiküldött birodalmi választmányának 1803. február 25-én meghozott határozata (Reichsdeputationshauptschluss) területcserék, mediatizáció és szekularizáció révén területileg újjászervezte a Német-római Birodalmat. Az egyetlen megmaradt egyházi fejedelemség a mainzi érseké volt, aki egyben a birodalom prímása is lett- Több mint 100 birodalmi rend (fejedelemség) veszítette el önállóságát. Az átrendezés következtében Heidelberg és Mannheim Badenhez került. Károly Frigyes badeni nagyherceg örült a területnövekedésnek, de a heidelbergi kastélyt nemkívánatos ráadásnak tekintette: az épületek tovább roskadoztak, a heidelbergiek pedig – a badeni kormány engedélyével – további nagy mennyiségű követ, faanyagot és vasat, sőt szobrokat és díszítéseket hordtak el házuk építéséhez. A badeni kormány számára a kastély csupán „változatos, ízléstelen, romos díszítésű öreg falak” együttesét jelentette.
A kastély megmentője a francia Charles de Graimberg gróf volt. 1822-ben Graimberg gróf önként vállalta a kastélyőri tisztséget és egy ideig az egyik épületben lakott, ahonnan jól átlátta a kastély udvarát. Ő volt az első, aki törődött a kastély konzerválásával és dokumentálásával. Graimberg megbízására Thomas Alfred Leger, a Heidelbergi Ruprecht Karl Egyetem professzora összeállította az első kastélyismertetőt. A nagy számban kiadott, rajzokkal és rézmetszetekkel bővített leírás népszerűvé tette a kastélyromot és fellendítette az idegenforgalmat Heidelbergben.

### Újjáépítés

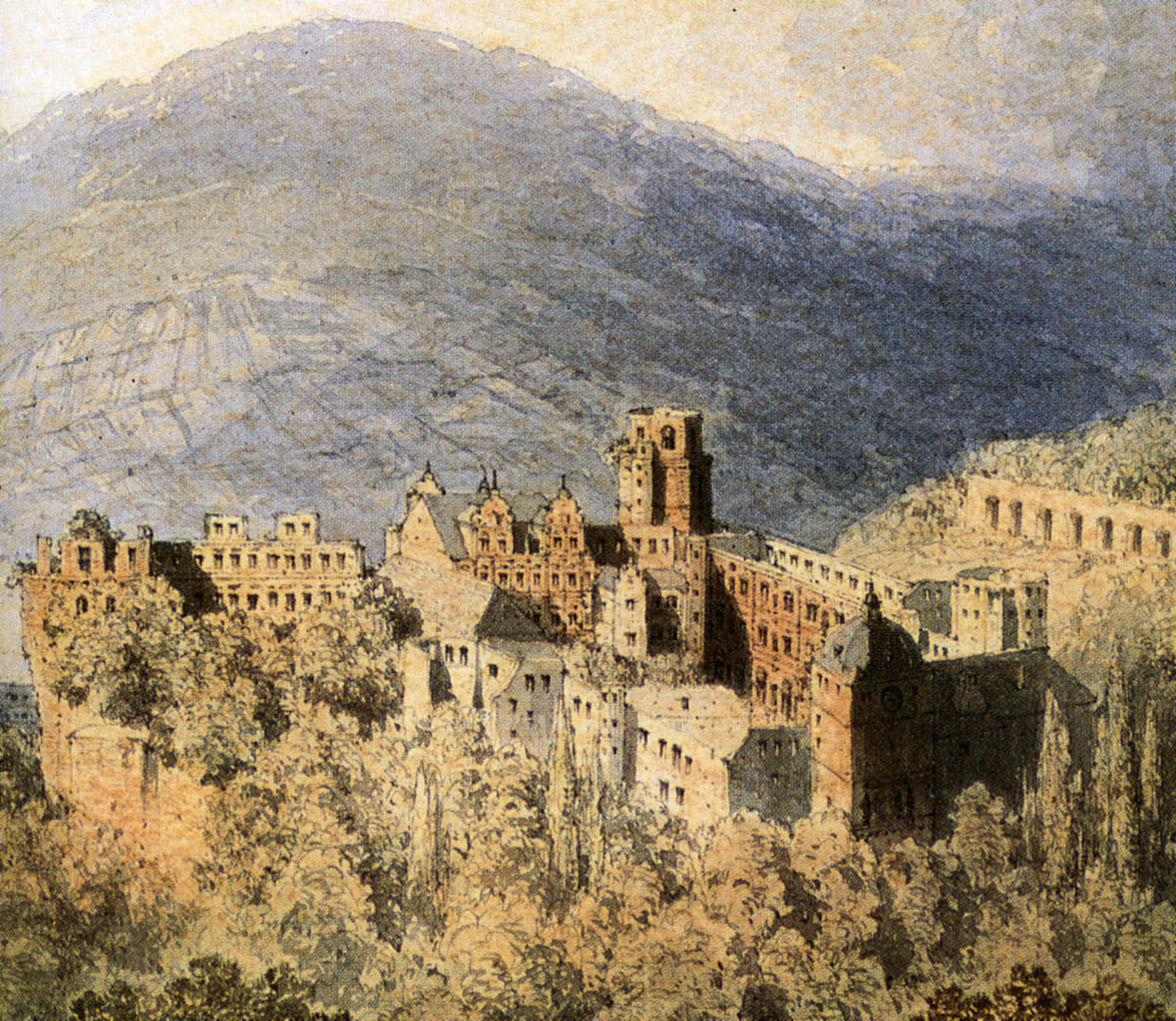
A heidelbergi várkastély Theodor Verhas képén, 1856

Sokáig tartó vita folyt arról, hogy a kastélyt teljesen visszaállítsák-e eredeti állapotába. A Badeni Nagyhercegség kormányzósága 1868-ban létrehozta a „Schlossbaubürót” (kastély építésügyi hivatala) Josef Durm építési igazgató felügyelete alatt, Lulius Koch megyei építési igazgató és Fritz Seitz építész vezetésével. A hivatal feladata volt a kastély állapotának lehető legpontosabb feltérképezése és ugyanakkor javaslatok készítése a főépület megőrzésével, illetve helyreállításával kapcsolatban. A munkálatok 1890-ig tartottak. A birodalom területéről összetoborzott szakemberekből álló bizottság egyhangú meggyőződése az volt, hogy a kastély teljes vagy részleges helyreállításáról le kell mondani, ellenben mindenképpen meg kell őrizni az akkori állapotot és csak a Frigyes-épületet kell helyreállítani, amelynek a belső termeit a tűzvész tönkretette ugyan, de sohasem dőlt össze. Az épület felújítására 1897–1900 között került sor Carl Schäfer építész vezetésével; a munkálatok költsége 520 000 aranymárka volt.

### A kastélyrom és a turizmus
Heidelberg legrégebbi leírása is megemlíti, hogy a várost sok idegen meglátogatja. De a tényleges városi turizmus a 19. század elején kezdődött Graimberg gróf közbenjárásával: kiadatta a már említett, rajzokkal és rézmetszetekkel kiegészített kastélyismertetőt, ajándéktárgyakat, többek között csészéket készíttetett a kastély képével. 1840-ben Heidelberg bekapcsolódott a vasúthálózatba, ami döntő lendületet adott az idegenforgalomnak.
Az amerikai turistákat Mark Twain ismertette meg a heidelbergi romkastéllyal az európai utazását leíró Csatangolás külföldön (A Tramp Abroad, 1880) című élménybeszámolójával. Hatására a 20. században egyre több látogató érkezett az Amerikai Egyesült Államokból. A 21. század elején évente több mint egymillió látogató érkezik a városba.

## A kastély előudvara

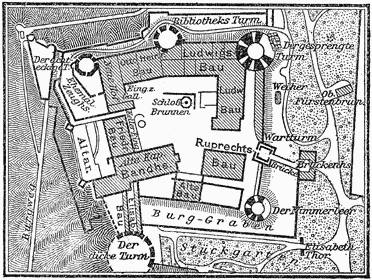
A kastély alaprajza, Meyers Konversationslexikon, 1888

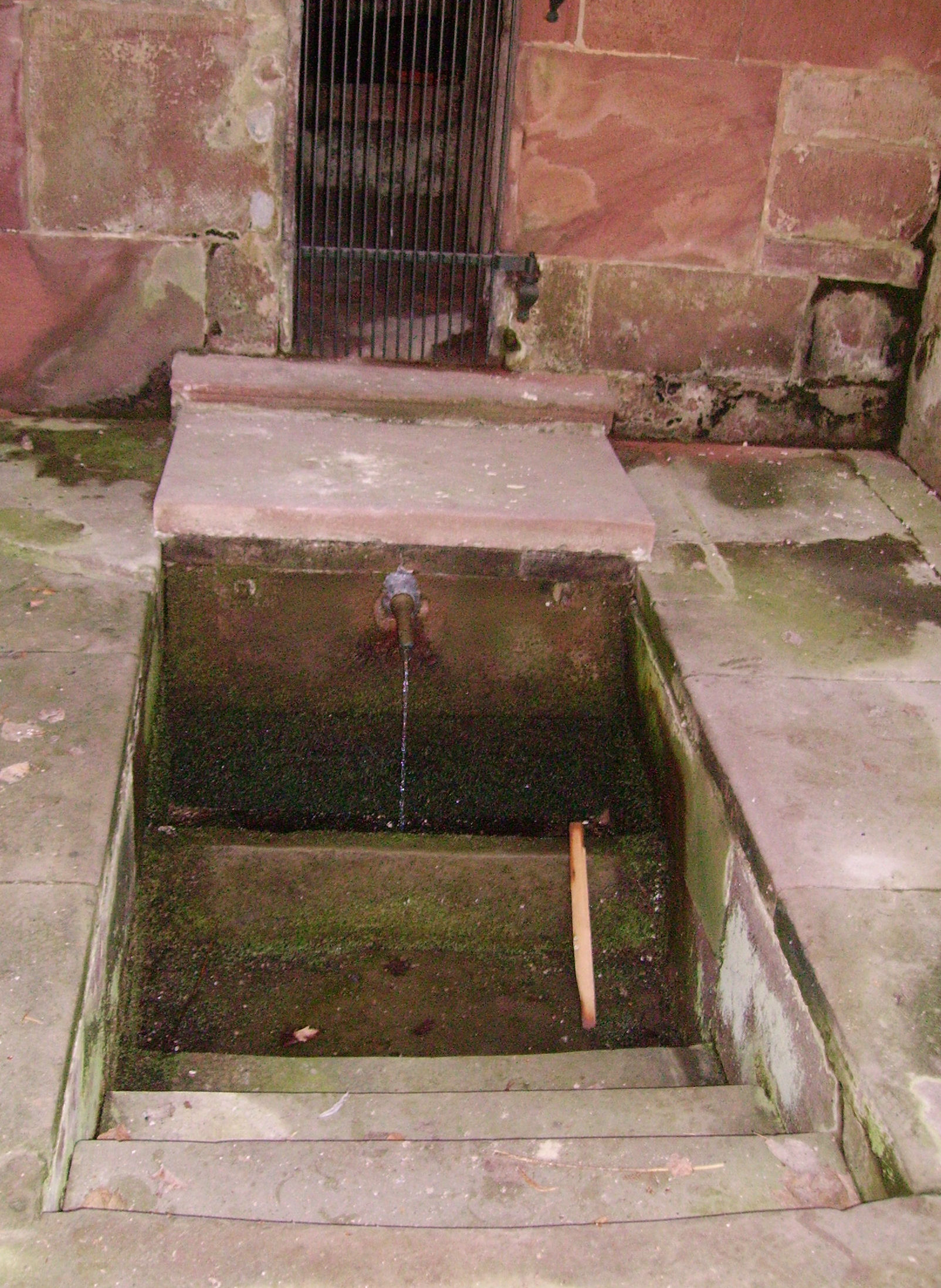
Felső fejedelemkút

### Főkapu
A kastély egykori előudvarába egy részben betemetett árok fölött ívelő kőhídon vezet az út. A főkapu 1528-ban épült, az őrházat a pfalzi örökösödési háború során lerombolták, majd 1718-ban helyettesítették a ma is látható íves kapuval. A főbejárat mellett, balra található kiskaput felvonóhíd zárta le, amit – annak leengedésével – gyalogosok használtak.

### Nyeregkamra
Az egykori nyeregkamra kezdetben erődítmény volt. A harmincéves háború után kezdték istállóként, illetve felszerelések tárolására és kocsiszínként használni. A 18. században leomlott a boltozat, amit csak 1977–1979 között hoztak helyre. Azóta a kastélylátogatók számára berendezett kávézónak ad helyet.

### Felső fejedelemkút
A Felső fejedelemkutat (Oberer Fürstenbrunnen) III. Károly Fülöp pfalzi választófejedelem újjáépíttette. A kútház ajtaja fölé egy monogramot és az 1738-as évszámot vésték. A kúthoz vezető lépcsősor melletti falon a következő felirat látható:
| [DlreCtione] ALeXanDro Blblena CVra et opera HenrICl Neeb Fons hIC PrInCIpaLIs reparat(Vs) PVrIor sCatVrlt (A munkálatok Alessandro Galli da Bibiena és Heinrich Neeb vezetésével készültek) |

A felirat egy kronogramma, amelyben az egyes betűket helyettesítő római számok összege 1741. A felső és alsó fejedelmi kutak segítségével fedezték a mannheimi fejedelmi udvar vízszükségletét egészen a 19. századig. „Egészséges és jó kútvíz hiánya miatt, addig, amíg az udvartartás Mannheimban tartózkodott, naponta hozták a szükséges vizet a hegyekből. Az udvarnak egy kifejezetten erre a célra használt vízszállító kocsival kellett rendelkeznie, ami naponta ment Heidelbergbe és vizet hozott a kastélyudvar kútjából.”. A mannheimi víz olyan rossz minőségű volt, hogy akik megtehették – elsősorban előkelő családok – csatlakoztak ehhez az eljáráshoz és fizettek a Heidelbergből történő vízszállításért. A választófejedelmi rezidencián még 1777-ben is az udvari alkalmazottak között volt az úgynevezett „heidelbergi víztöltő”.

## Kastélyépületek
A középkori vár felépítéséről nincsenek források. A mai kastélyudvar területén helyezkedett el, a falgyűrűn belül, amelynek maradványai még ma is megvannak a Lajos-épület keleti falában, a gazdasági épület keleti és déli falában, valamint a Ruprecht-épület és az udvarhölgyek épületének nyugati falában. A későbbi kastély és az 1537-ben leégett vár a mai Molkenkur magasságában egyetlen védelmi vonalat alkotott.
A 15. század közepén a várat erőddé építették át; a keleti oldalra három tornyot emeltek a tüzérség számára és létrehozták a külső falgyűrűt. VI. Lajos pfalzi választófejedelem a 16. század első felében jelentősen kibővítette a kastély területét nyugati irányban, valamint új, erős erődítményeket és lakóépületeket építtetett. Utódai a védelmi szempontokat háttérbe szorítva, reprezentatív nézőpontok alapján bővítették és szépítették a kastélyt, amely nemzedékről nemzedékre pompás lakóépületek felhalmozását jelentette.

### Személyekről elnevezett épületek

#### Ruprecht-épület

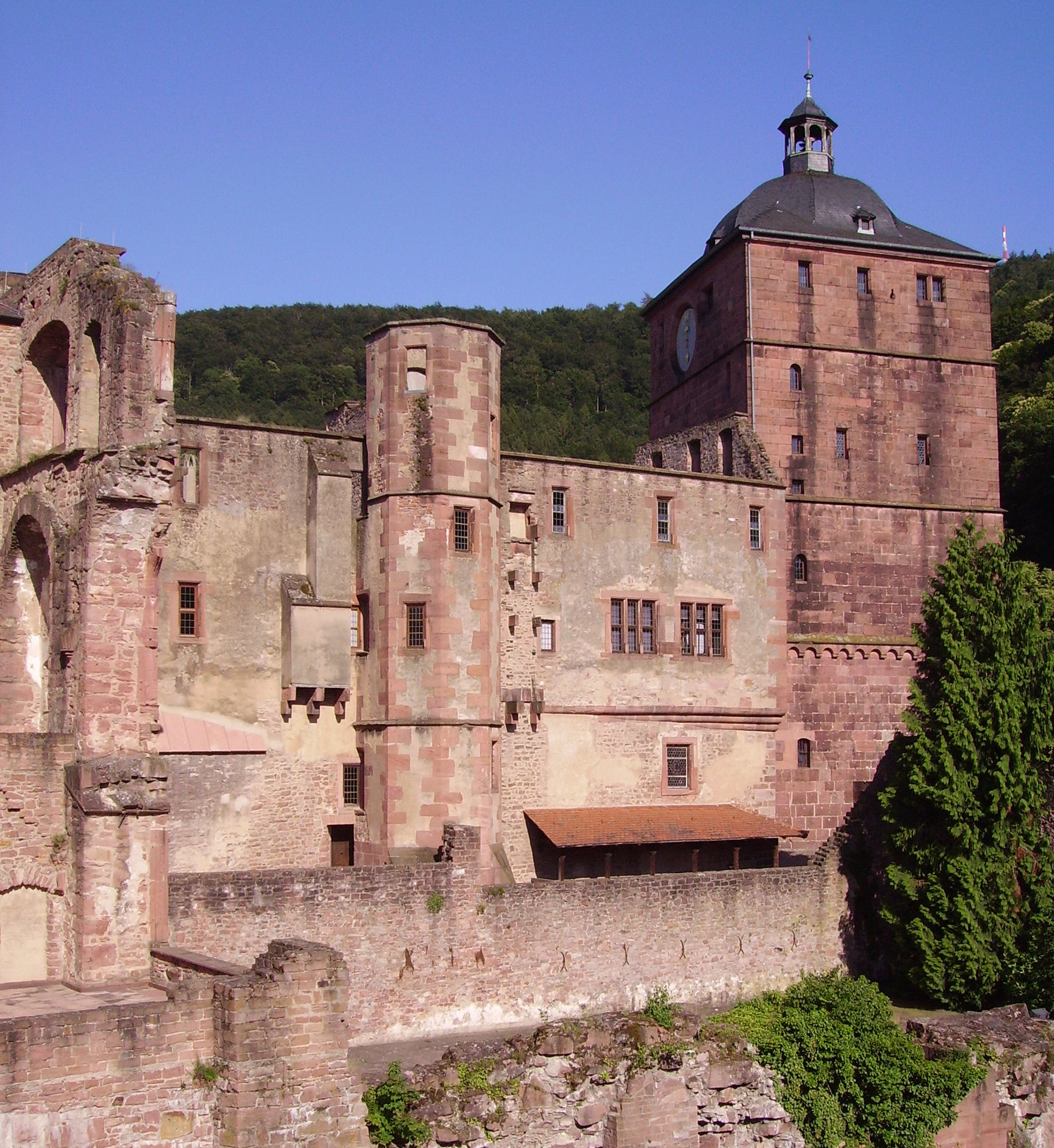
A Ruprecht-szárny

A Ruprecht-épület (Ruprechtsbau) nevét Rupertről (1400-tól német király) kapta. A heidelbergi kastély legrégibb épületei közé tartozik. Rupert a 15. század elején kezdte el építtetni a napjainkig megmaradt épületrészt. Hosszú ideig feltételezték, hogy a kastély története ezzel az építkezéssel kezdődött. A 19. század végén végrehajtott restaurálási munkák idején átfogó régészeti vizsgálatokat végeztek a kastély területén, amelyek során román és kora gótikus stílusú ablaktöredékeket találtak, ami azt bizonyítja, hogy a kastélyt már 1300 körül elkezdték építeni. 1534-ben V. Jámbor Lajos választófejedelem egy kőből készült emelettel egészítette ki a Ruprecht-szárnyat. Ezt igazolja az épület belsejében látható évszám (1534). A bejáratot fölül egy angyal-címer díszíti: valószínűleg az építőmester jele, amellyel megörökítette magát az utókor számára. A hagyomány szerint a címeren található két angyalfej az építőmester gyermekeit ábrázolja, akik a kastély építése közben egy baleset során életüket vesztették.
| Az angyalokat ábrázoló címer legendája A Heidelbergi kastélyt építő építőmester legnagyobb öröme ikergyermekei voltak. Mindig maga mellett szerette volna tudni, ezért gyakran magával vitte őket a magas állványokra és örült, hogy fiai nem szédülnek a magasban. De egy nap egyikük rosszul lépett és a mélybe zuhant, magával rántva testvérét is. A mestert annyira megviselte a szomorú esemény, hogy az építkezés irányítását elhanyagolta, helyette minden nap egy rózsakoszorút font, amit a gyerekek sírjához vitt. Rupert király mérges lett, hogy az építkezés ennyire lassan halad és megbízta a papot, aki a gyermekeket eltemette, hogy beszéljen a mesterrel. A mester azt mondta, hogy minden készen van, csak nagy bánatában nem tudja, hogy hogyan fejezze be a kaput. A pap megpróbálta megvigasztalni. Ugyanazon az éjszakán álmában megjelentek az ikrek, mint fényt sugárzó angyalok és visszahozták neki a rózsakoszorút, amit aznap reggel a sírra tett. Amikor a mestert felébresztette a felkelő nap, eszébe jutott a kedves álom. Úgy érezte, mintha rózsaillat töltené be a szobát. Amikor felkelt - láss csodát! – ott feküdt előtte a friss és illatos koszorú, amit előző nap a gyerekek sírjára vitt. Még este is látta a síron a már elhervadt koszorút; de a fehér rózsákból piros rózsák lettek. A mester csakhamar rájött, hogy hogyan fejezze be a kapu építését: kifaragta a gyerekek mását, úgy ahogy álmában megjelentek, kedves, rózsakoszorút tartó angyalokként. A koszorú közepébe mesterségének jelképét, egy körzőt vésett, amitől örökre elbúcsúzott. A kapu zárókövét 1408-ban rakták le és Rupert király maga mondott felszentelő beszédet. Amikor köszönetet akart mondani az építőmesternek, őt nem találták sehol. Miközben megkongatták az összes harangot és azok hangjukkal betöltötték az egész Neckar-völgyet, a mester a Mihály-ösvényen a Heiligenbergi kolostor felé tartott. Szerzetes lett belőle és cellájából addig nézte a szerettei sírja fölé emelkedő tornyot, amíg gyermekei ismét megjelentek, rózsakoszorút vittek neki és lelkét Ábrahám ölébe tették. |

Rupertet 1400-ban német királlyá koronázták, ettől kezdve az épület reprezentációs célokat is szolgált. A Ruprecht-szárnyon birodalmi sassal díszített címertábla utal a királyságra. Az épület belsejében található egy reneszánsz kandalló, ami azon kevés dolgok közé tartozik, amik a belső berendezésből a mai napig megmaradtak.

#### Lajos-épületszárny
Az épületet (Ludwigsbau) 1524-ben V. Jámbor Lajos építtette és elsősorban lakóépületnek használták. Egy régebbit helyettesített vele, amelynek falait részben felhasználták az új építmény számára. Nevéhez fűződik a kastély megerősítése, a „nyugati sánc” („Westwall”) és a „kövér torony” (Dicker Turm) megépítése és más épületek modernizálása. A gótikus lépcsős oromzat, amely az épület déli falát zárta le, már nem létezik. A Lajos-szárny eredetileg egy szimmetrikus, északi irányban hosszabban elterülő épület volt, a lépcsőtorony a homlokzat közepére esett. Először Ottó Henrik fejedelem változtatott a szimmetrián: a lépcsőtornyon túli északi részt lebontatta, hogy helyet csináljon az Ottó Henrik-épület részére, 1764-ben pedig egy tűzvész rombolta le a tornyot. Az épület külső falán lévő címerek között két majom látható, amik éppen egy kötéllel játszanak (Strangkatzenziehen): ez valószínűleg a Lajos-szárny legfelső emeletén lakó nemes ifjak erőpróbájára utalt.

#### Ottó Henrik-épület
Az Ottó Henrik-épület (Ottheinrichsbau) Ottó Henrik uralkodása idején épült, miután 1556-ban választófejedelem lett. Az új palota az első reneszánsz építmény volt német területen, egyben a német manierizmus fontos alkotása. Az Ottó Henrik-épület megépítéséhez régebbi építményeket használtak fel vagy bontottak le, mint például a Lajos-épület északi részét. Az épület északi része régebbi létesítmények alapjaira és a külső védőfalra épült.
Az épület még nem készült el teljesen, amikor Ottó Henrik 1559-ben elhunyt. Utóda III. Frigyes az építkezést az eredeti tervektől eltérően folytatta: ennek egyik lehetséges oka az, hogy az Ottó Henrik-épület a harmincéves háború előtt két hatalmas dupla oromzatot kapott, ami nem harmonizált az épület – a kora reneszánsz olasz példaképei szerinti – vízszintes felosztásával. I. Károly Lajos idején, a harmincéves háború után az Ottó Henrik-épület új tetőzetet kapott, a hatalmas dupla-oromzat pedig eltűnt.
A négy emelet magasságú épület homlokzatát Alexander Colin által készített 16 allegorikus alak díszíti, amelyek a fejedelem államvezetését szimbolizálják. A szobrok (a bejáratnál lévő figurák kivételével) az Ószövetség és az istenek világának allegorikus ábrázolása és megformálása. Az utóbbi miatt egészen a 18. századig „a pogány épület” néven emlegették.
- földszint: bibliai és mitológiai alakok (Józsué, Sámson, Héraklész és Dávid) és római császárok – a politikai és katonai hatalom jelképei. A háromszög alakú ablakhomlokzatokban híres rómaiak portréi láthatók, amelyeket éremgyűjtemények alapján készítettek.
- 1. emelet: a keresztény uralkodó erényei (erő, hit, szeretet, remény és igazság);
- 2. emelet: a hét klasszikus bolygó – Szaturnusz, Mars, Vénusz, Merkúr, Jupiter, Sol és Luna – megszemélyesítése (geocentrikus világkép).

A földszint négy alakját gótikus írással írt, bolondos verssorok egészítik ki.

#### Frigyes-épület
A Frigyes-épület (Friedrichsbau) nevét IV. Frigyes pfalzi választófejedelemről, Mannheim megalapítójáról kapta. IV. Frigyes 1601 és 1607 között építtette ezt az épületrészt olyan lakóépületek és a kastélykápolna helyén, amelyeket már az összeomlás veszélye fenyegetett. Az építőmester Johannes Schoch volt. A Frigyes-épület udvari homlokzatán Sebastian Götz churi szobrászmesternek a választófejedelem őseiről készült szobrai sorakoznak, amelyek impozánsan mutatják be a dinasztia történetét (bár Nagy Károly besorolása történelmileg helytelen). A szobrok a következő személyeket ábrázolják:
- Oromzat: Nagy Károly, I. Ottó (Otto I. der Rotkopf), I. Kelheimeri Lajos, I. Rudolf;
- Legfelső emelet négy megkoronázott uralkodó a Wittelsbach-házból: IV. Lajos német-római császár, Rupert, Ottó magyar király, III. (Bajor) Kristóf dán, norvég és svéd király;
- Középső emelet: I. Rupert, I. Győzedelmes Frigyes, II. Bölcs Frigyes, Ottó Henrik;
- Alsó emelet: III. Kegyes Frigyes, VI. Lajos, Johann Kasimir, IV. Frigyes.

Az oromzaton található egyéb szobrok, a tavasz és a nyár allegorikus ábrázolása, a földi élet mulandóságát szimbolizálják. A Frigyes-épület a kastély első olyan palotája, amely nemcsak a kastélyudvar felé néz, hanem van egy város felé néző homlokzata is. Ez szerényebb díszítésű, elsősorban faragott oroszlánfejek és gazdagon mintázott ablakfélfák jellemzik. Az épület felső szintjeit lakóhelyiségként használták, földszintjén a kastélytemplom található, amely napjainkig megmaradt.
Az 1693. és az 1764. évi pusztító tűzvész után ez volt a kastély egyetlen része, amit újjáépítettek. 1890-1900 között a Frigyes-épületet a karlsruhei Carl Schäfer professzor tervei alapján a historizmus szellemében újították fel. Viták folytak a belső terek kialakításáról: végül egy neoreneszánsz stílusú belső berendezés mellett döntöttek Az 1. emelet tölgy-intarziaberakásos ajtókkal, stukkómennyezettel és csempézett padlózattal készültek. A 2. emelet stukkómennyezetét Pfalz címere (fekete alapon aranyszínű oroszlán és a kék-fehér rutás harántpólya), valamint Tiberius és Julius Caesar képe díszíti. Napjainkban a Frigyes-épület számos termében különböző stílusok szabad keveredése uralkodik. A termeket a későbbiekben nem használták lakóhelyiségként, múzeumi építményként működtek.

#### Angol épület
A Angol épület (Englischer Bau) neve Stuart Erzsébet, Anglia és Skócia hercegnőjéhez kapcsolódik, aki V. Frigyes pfalzi választófejedelem felesége volt. Már élete során „téli királynő” néven is emlegettek. Az építész ismeretlen, de feltételezik, hogy az Erzsébettel Heidelbergbe érkező Salomon de Caus vagy Inigo Jones lehetett a mester. Az Angol épület – ma romépület – a heidelbergi kastély történetének utolsó nagy épülete. Helyhiány miatt a kastélynegyeden kívül, a kövér torony és a Hordóház közé épült (1610–1613). Napjainkban a romokban fogadásokat és előadásokat tartanak a minden évben megrendezett ünnepi játékok (Schlossfestspiele) keretében. Az 500 m²-es terület 300 ülőhelynek ad helyet.

### Funkcióval ellátott épületek

#### Az udvarhölgyek szobáinak épülete és a királyterem

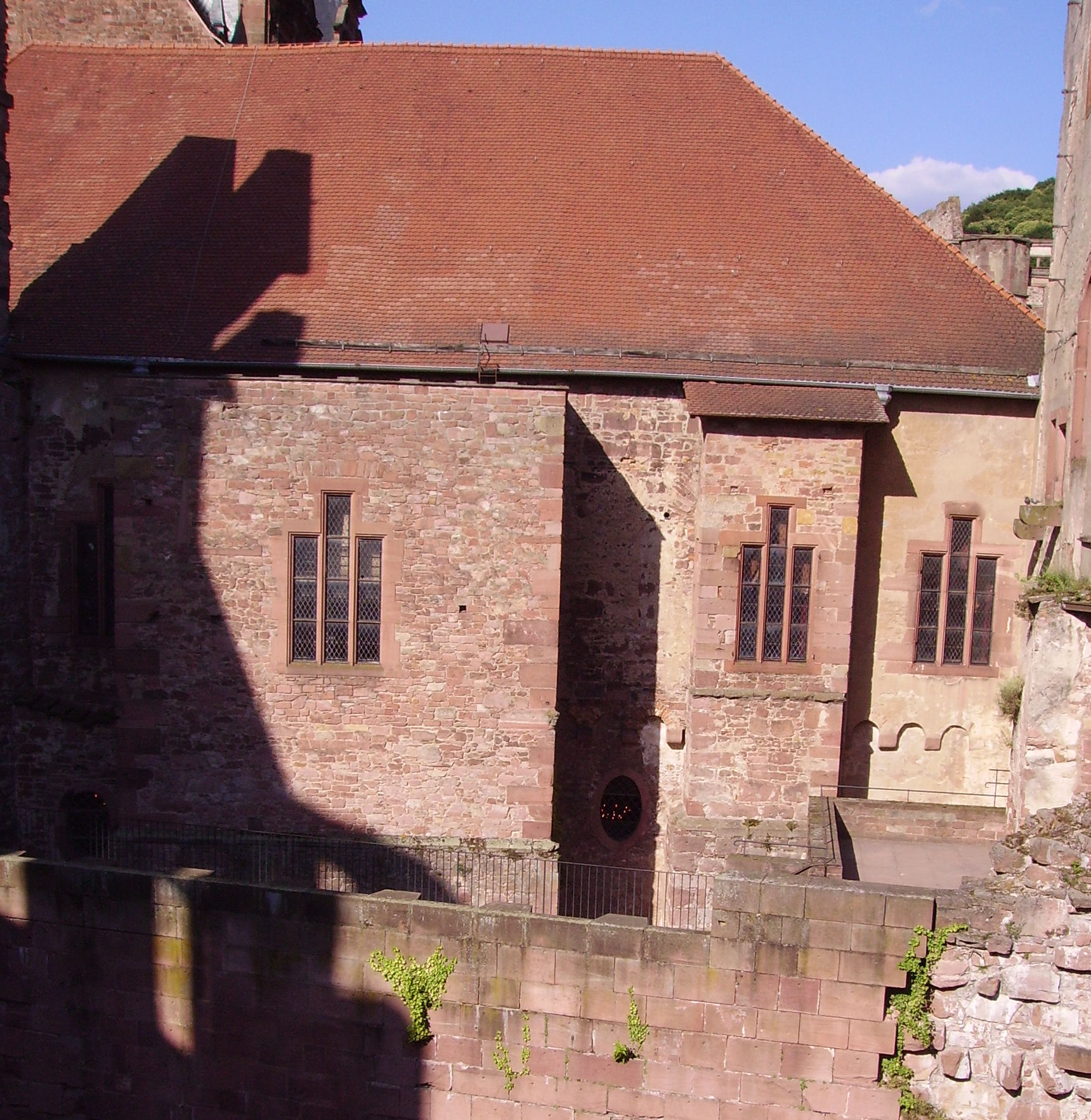
Az udvarhölgyek szobáinak épülete

A Udvarhölgyek szobáinak épülete (Frauenzimmerbau) nevét az udvarhölgyeknek otthont adó szobákról kapta. Az épületből csupán a földszint maradt meg. V. Jámbor Lajos építtette a 16. század első felében. Az udvarhölgyek szobái a felső emeleten voltak, a földszint pedig a királyteremnek (Königsaal) adott otthont, amit különféle rendezvények alkalmával használtak. A homlokzatot több zárt erkély tette érdekessé, a 17. században pedig az udvari homlokzatra oszlopokat és alakokat festettek.
Miután elkészült az üvegterem (Gläserner Saalbau) és az Ottó Henrik-épület dísztermei a királyterem elveszítette reprezentációs szerepét. Ettől kezdve a 34,65 méter hosszú, 16,70 méter széles és 7,4 méter magas terem lovagjátékok és gyűlések színhelye lett rossz idő esetén, valamint ünnepi alkalmakkor a szolgák ehettek itt.
1689-ben a Königssaal teljesen leégett és a bodnárok munkahelye lett, akik a „nagy hordón” („Grosser Fass”) dolgoztak, így lett az épület neve „kötőház” („Bandhaus“). A bodnárok panaszkodtak, hogy nyakukba esik az eső, ezért IV. Károly Teodor a romra tetőt húzatott. Az 1930-as években a földszintet felújították és azóta Heidelberg a dísztermet rendezvények helyszínéül használja.

#### Az üvegterem
Az épületet II. Bölcs Frigyes emeltette. Nevét - üvegterem (Gläserner Saalbau) - nevét a 2. emeletén található, velencei tükörüveggel díszített tükörteremről kapta. Az udvar felé eső zömök árkádok reneszánsz stílusúak, a kerengő boltívei viszont késő gótikusak. A város felé néző északi oldala teljesen egyszerű, keleti oldalát egy kis gótikus zárt erkély és egy ékes oromzat díszíti. I. Károly Lajos a harmincéves háború után átépíttette az épületet: megváltoztatta az emeletmagasságokat és az északi homlokzatba új, íves ablakokat tetetett. 1764. július 24-én kétszer egymás után villám csapott az épületbe, ami egészen a pincéig leégett. 1897-ben a nyugati falán egy befalazott kora gótikus ablakcsoportot találtak, ami arra utal, hogy a kastély területén már a 13. század első felében folyt építkezés.

#### A könyvtárépület
A Ruprecht-épület és az udvarhölgyek szobáinak épülete között elhelyezkedő könyvtárépületet (Bibliotheksbau) (korábban tévesen Rudolf-épület, Rudolfsbau) V. Jámbor Lajos építtette 1520 és 1544 között késő gótikus stílusban. Az épület legszebb megmaradt része az udvarra néző emeleti zárt erkély. Az először a 17. században felmerülő név félrevezető, mivel nem bizonyított a fejedelmi könyvtár létezése. Az első emeleti boltozatos terem sokkal inkább egy nagy fejedelmi ebédlőnek adott helyet. Feltehetőleg az épületben őrizték a fejedelmi pénzérméket is, itt volt a kastély, illetve az udvartartás széfje. Az 1689. évi francia pusztítás során egyedül a könyvtárépület maradt épen, de az 1693. évi rombolást már nem kerülte el ő sem.

#### A hordóház
Az Hordóházat (Fassbau) Johann Casimir külön egy nagy hordó részére tervezte és építette 1589–1592 között. A királyi teremhez kapcsolódott, ami ünnepségek alkalmával lehetővé tette a közvetlen hozzáférést a hordó borkészleteihez. Az épület késő gót stílusban épült, annak ellenére, hogy az építkezés idején már a reneszánsz stílus uralkodott.
A Nagy Hordó mellett áll a hordó őre, Perkeo, a borszeretők jelképe. A törpe udvari bolond Perkeo-t III. Károly Fülöp vitte magával Heidelbergbe Innsbruckból, ahol korábban császári helytartó volt. A választófejedelem rábízta a fejedelmi borospince és elsősorban a Nagy Hordó tartalmát. A legenda szerint Perkeo neve a következő párbeszédből ered:
„Gyere velem Heidelbergbe. Kinevezlek a hordókirály lovagjának és kamarásának. Az én pincémben van a világ legnagyobb hordója. Ha azt kiiszod, tiéd a város és a kastély.” „Perché no?” (miért ne?) válaszolta a törpe. A fejedelem felnevetett és azt mondta: „Legyen Perkeo a neved!”
|  |  |  |

A kastély első nagy boroshordóját (Johann-Casimir-hordó) Johann Casimir idején a landaui Michael Werner kádármester készítette 1589–1591 között. A 127 000 literes hordó a harmincéves háború alatt azonban megrongálódott és dongáit eltüzelték.
A második óriási hordót 1664-ben építették: Károly Lajos választófejedelem pincemesterének, Johannes Meyernek adott megbízást egy 195 000 literes hordó elkészítésére. Az átvészelte a kastély lerombolását is a pfalzi örökösödési háborúk során (1689 és 1693).
Az 1720-as években Károly Fülöp választófejedelem elrendelte egy harmadik hordó megépítését, amely 202 000 liter bor tárolására volt alkalmas. A hordó minősége nem bizonyult elég jónak, szivárgott, ezért már 1740-ben tervek készültek az újabb elkészítésére.
A negyedik hordó 1751-ben IV. Károly Teodor idején készítette, 221 726 literes űrtartalmmal Johann Jacob Englert mester. Ma már „csak” 219 000 liter folyadék fér bele a fadongák összeszáradása miatt. A hordó tetején egy lyukon bevezetett csövön keresztül lehetett a bort a hordóba pumpálni, hogy ne kelljen a tetejére mászni. A 7 méter átmérőjű és 8,5 méter hosszú hordó elődeihez hasonlóan, nemcsak bortárolásra volt alkalmas, hanem táncmulatságot is rendeztek a tetején.

#### A kútház

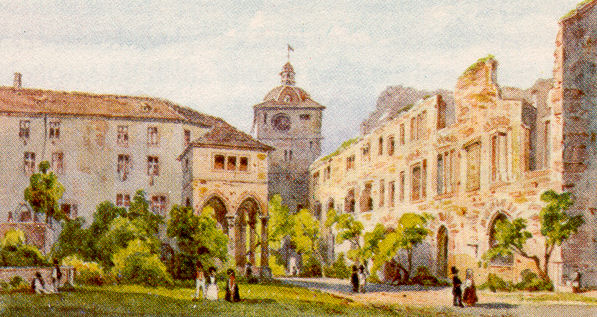
A kútház a kaputorony előtt, Louis Hoffmeister festménye, 1820 körül

A Kút-ház (Brunnenbau) közvetlenül a katonák épületéhez csatlakozik a kútcsarnok, ami V. Lajos uralkodása idején épült. Feltűnő a négy szabadon álló monolit és két falhoz támasztott féloszlop. Az egykor félig betemetett, 16 méter mély láncos kút valószínűleg már 1508-ban létezett. Sebastian Münster azt írta az oszlopokról, hogy azok szülővárosában (Ingelheim), Nagy Károly egykori palotájánál álltak és Fülöp vitette azokat a Heidelbergi kastélyba. Valószínűbb, hogy az oszlopok egy Mainzhoz közeli antik épület részei voltak.

#### Katonák épülete
A Katonák épülete (Soldatenbau) arról kapta a nevét, hogy itt voltak a katonák lakóhelyiségei. A főbejárat közelébe építették, hogy szükség esetén jobban védhető legyen. A háromemeletes épület földszintjén volt az őrszoba, fölötte a hálóhelyiségek, amelyek az 50 fős állandó helyőrségnek adtak szállást.

#### Gazdasági épület
Nevét az épületben található gazdasági helyiségekről és konyháról kapta. Az épület egyéb megnevezései – „Metzelhaus” és „Backhaus” – is arra utalnak, hogy vágóhíd, illetve pékség is üzemelt benne. A feljáró a felső emeletekre a kastélyi hivatalnokok szállásaihoz vezetett.

### Tornyok

#### Kövér torony
A hét méter vastag falairól elnevezett kövér torony (Dicker Turm) V. Jámbor Lajos idején készült. A torony fenyegetőleg hatott, ami az építtető célja is volt: Jámbor Lajos azon a véleményen volt, hogy csak félelemmel tartható fenn a béke. Az erődítmény közel 40 méter magas, teljes átmérője 28 méter (belső átmérő 14 méter). Méretei ellenére 1689-ben fel tudták robbantani és északi fala a völgybe zuhant. A törésvonalak ott futnak, ahol a falazatot átfúrták például lőrések kialakítására. Ezen kívül feltűnő, hogy a homokkő nem volt annyira ellenálló, mint a homokkőkockákat összetartó habarcs.
V. Frigyes a torony felső részét színházzá alakíttatta át, az 1613-ban leégett londoni Globe Színház mintájára. A toronyban kialakított színházteremmel angol származású feleségének kedveskedett és a shakespeare-i színházi hagyományokat akarta folytatni. Itt játszódott az udvar és a város kulturális élete, a színház hírneve a határokon túlra is eljutott. A színház három hónapig vendégül látta a Globe Színház színtársulatát is. A torony falán lévő felirat megemlíti az építtető nevét és utal a felső emelet átalakítására is. A torony oldalában lévő mélyedésben V. Lajos és V. Frigyes szobra áll. Az 1693-as háborús pusztítás után Heidelberg polgárai engedélyt kaptak arra, hogy a torony faragott köveit elvigyék, hogy házukat újjáépítsék.

#### Börtöntorony
A börtöntorony (Gefängnisturm) romjai a várárok délnyugati sarkánál állnak. A börtöncellák valószínűleg a sötét toronytalapzatban kaptak helyet. 10 méteres külső átmérőjével, 19,5 méteres magasságával és 2,75 méteres falvastagságával ez volt az oldaltornyok közül a legkisebb. 1603 óta „Seltenleer”nek („ritkán üres”) vagy „Nimmerleer”nek („soha nem üres”) is hívták, ami arra utal, hogy a torony szinte soha sem volt üres.

#### Kaputorony (Óratorony)

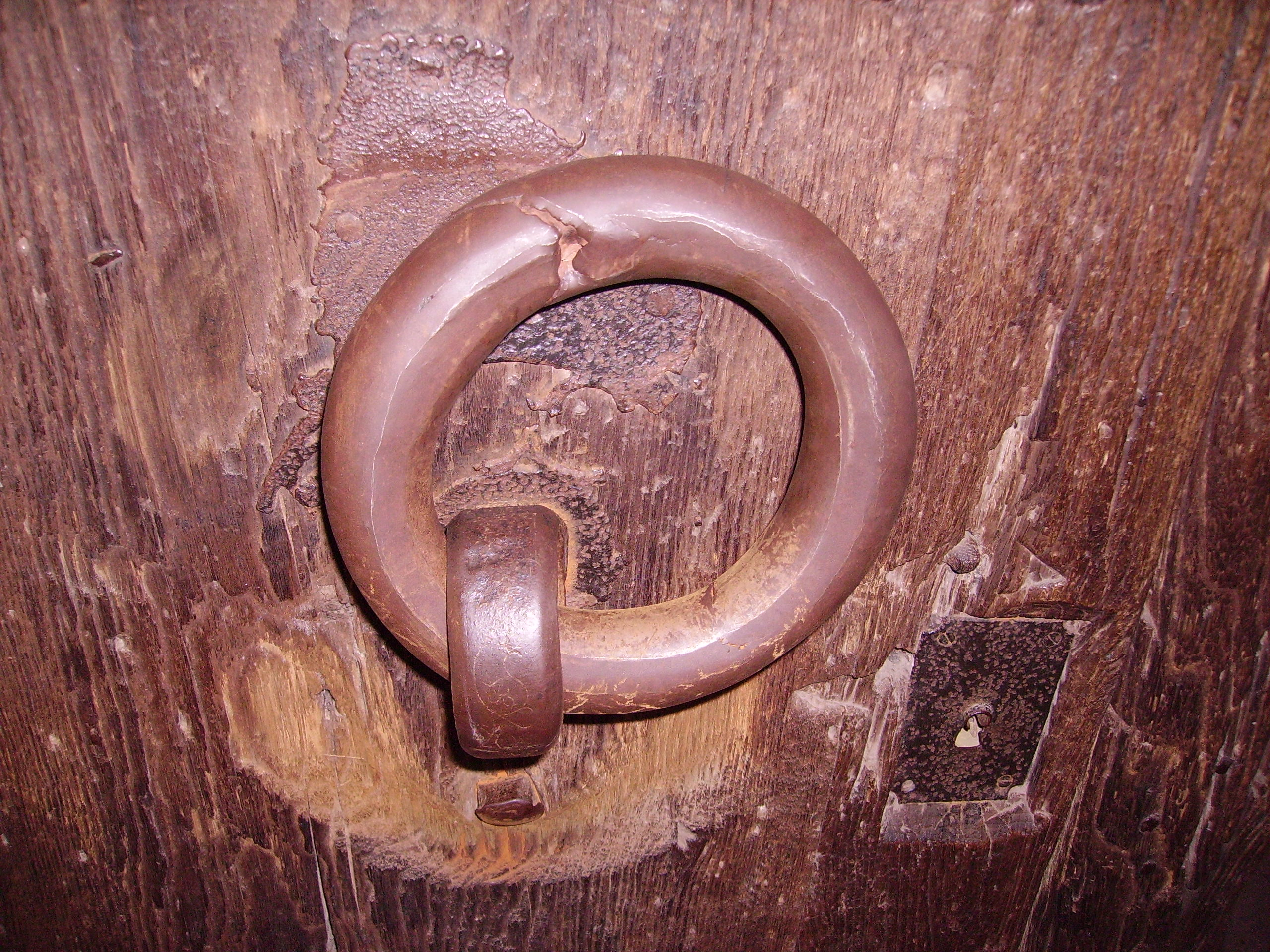
A „boszorkány harapta” kopogtató

A kaputorony (Torturm) 1531–1541 között V. Lajos uralkodása idején az erődrendszer részeként készült. Az alsó szinten egy fény nélküli helyiség található, ami gyakran várbörtönként szolgált. A kapuátjáró középső boltozatában egy felvonójárat épült: ezen keresztül látták el élelemmel a torony legfelső emeletén lakó toronyőrt. A vörös homokkőkockákból épült kaputorony a várárok aljától mérve 52 méter magas (a kastély tornyai közül a legmagasabb), alapterülete 12,5 m². Az erődből csak egy vastag tölgykapu maradt meg, egy kiskapuval és a kapurács hegyei. 1689-ben az égő Ruprecht-épület lángjai átterjedtek a toronytetőre is és elpusztították azt. A ma látható palatető 1716-ban, a barokk korban készült, hogy megakadályozza a lerombolt kastélyhoz vezető bejárati rész további hanyatlását.
A homlokzati oldalt a 3,4 méter magas kapuátjáró és a pajzsot tartó oroszlánok uralják. A feltehetőleg ezüstből készült címerpajzs eltűnt, valószínűleg beolvasztották. A két lovagszobor egy-egy kerek konzolon áll, fejük fölött egy kis kőtetőzet van. A kaputorony és a kapuház közötti hidat 1693-ban francia aknászok felrobbantották, III. Károly Fülöp választófejedelem idején felvonóhíddal helyettesítették; tartóláncainak nyoma még ma is látható a falon. 1810-ben egy további hídpillér építésével tartós útösszeköttetés valósítottak meg. A pillér a 20 méter mély árokból emelkedik a magasba.
A megmaradt kapun egy vaskarika lóg, amivel a bekéredzkedő látogatók kopogtattak. A legenda szerint az, aki átharapja a karikát ajándékba kapja a kastélyt. Egy boszorkány többször megpróbálkozott a vasgyűrű átharapásával, de a varázsereje sem segített. Csak egy kis bemélyedés maradt a kopogtatón, az úgynevezett „boszorkányharapás” (Hexenbiss).

#### Lőportorony

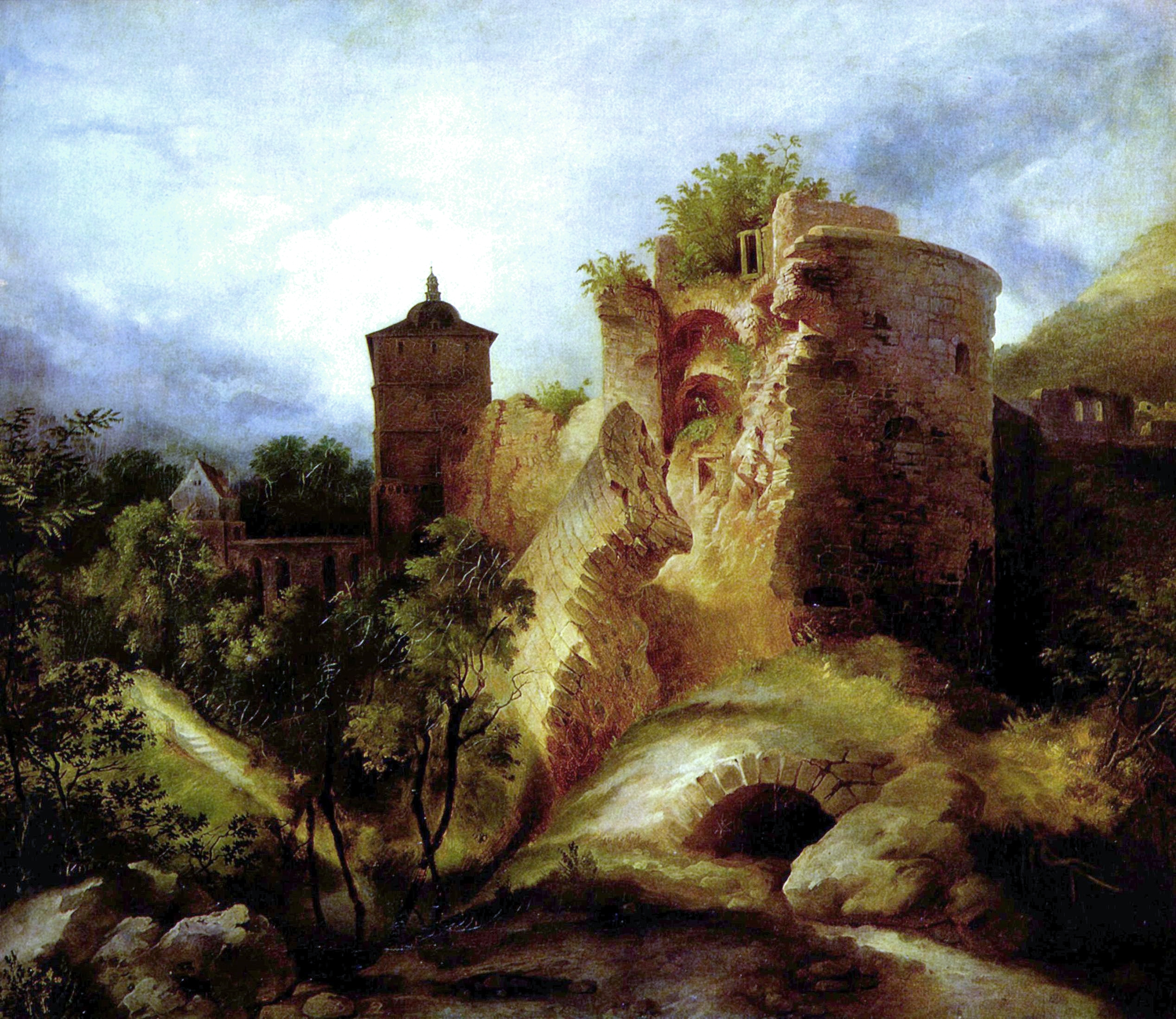
A lőportorony Carl Blechen festményén

A Lőportorony (Krautturm, más néven Pulverturm, Gesprengter Turm) eredeti magassága 28 méter volt; 1610-ben 42,5 méter magasságúra bővítették ki. A pfalzi örökösödési háború során, a franciák 1689. évi sikertelen robbantási kísérlete után, 1693-ban újra próbálkoztak: a robbantás során leszakadt hatalmas kőfal még ma is az akkori kőtörmeléken nyugszik; a torony romja 33 magasan emelkedik az ég felé. Neve onnan ered, hogy a torony legalsó szintjén volt a lőporraktár. Később ezt a nevet kiszorította a „Gesprengter Turm” (=felrobbantott torony) megnevezés.

#### Gyógyszerésztorony

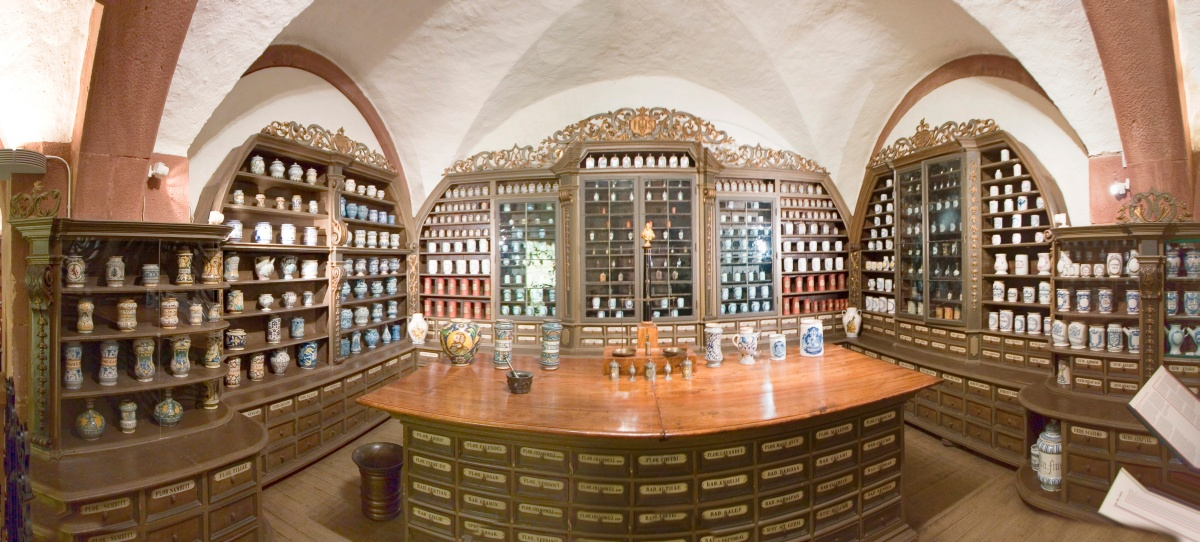
Német Gyógyszertár Múzeum Heidelbergben

A Gyógyszerésztorony (Apothekerturm) a nevét a görög „apotheca” szóról kapta, ami raktárhelyiséget jelent. Bár itt soha nem volt gyógyszertár, napjainkban a Német Gyógyszertár Múzeumnak (Deutsches Apothekenmuseum) ad helyet. Az gyógyszerésztorony egy oldaltorony, a kastély 125 méter hosszú keleti oldalát körülbelül középen osztja ketté. A régi lőréseket befalazták vagy ablakokkal helyettesítették. 1600 körül emeleteket építettek rá és lakótoronnyá alakították át a megnőtt udvartartás részére.

#### Harangtorony
A Harangtoronyban (Glockenturm) mint azt neve is jelzi, harang lógott. Az 1490-ben épült viszonylag alacsony tüzérségi tornyot V. Lajos pfalzi választófejedelem megmagasította, a régi tetőt sátortetőre cserélte és reprezentatív lakószobákat alakíttatott ki. A torony ablakaiból csodálatos kilátás nyílt a Neckar-völgyre. 1764. június 25-én villám csapott az épületbe, a kialakuló tűz szinte az összes épületet megsemmisítette. Azóta romként áll a terület északkeleti csücskében.

### Kertek

#### Löveg-kert
A kastély nyugati teraszát képező Löveg-kert (Stückgarten) arról kapta a nevét, hogy V. Lajos ágyúkat sorakoztatott fel rajta. V. Frigyes a területet szórakozó parkká alakította át és ezzel gyöngítette a kastély védelmét. A parkhoz az Elisabethentoron (Erzsébet-kapu) keresztül vezetett az út; egy fasor vezetett az Angol épülethez és virágágyak szegélyezték a kertet: a parkban való séta és andalgás úri szórakozás volt. Amikor a harmincéves háború eseményei Heidelberget is elérték, nyilvánvalóvá vált, hogy a kastély körüli teraszok védelmi szempontból rendkívül előnytelenek, ezért a kertek fölé falakat és sáncokat emeltek.

#### Erzsébet-kapu

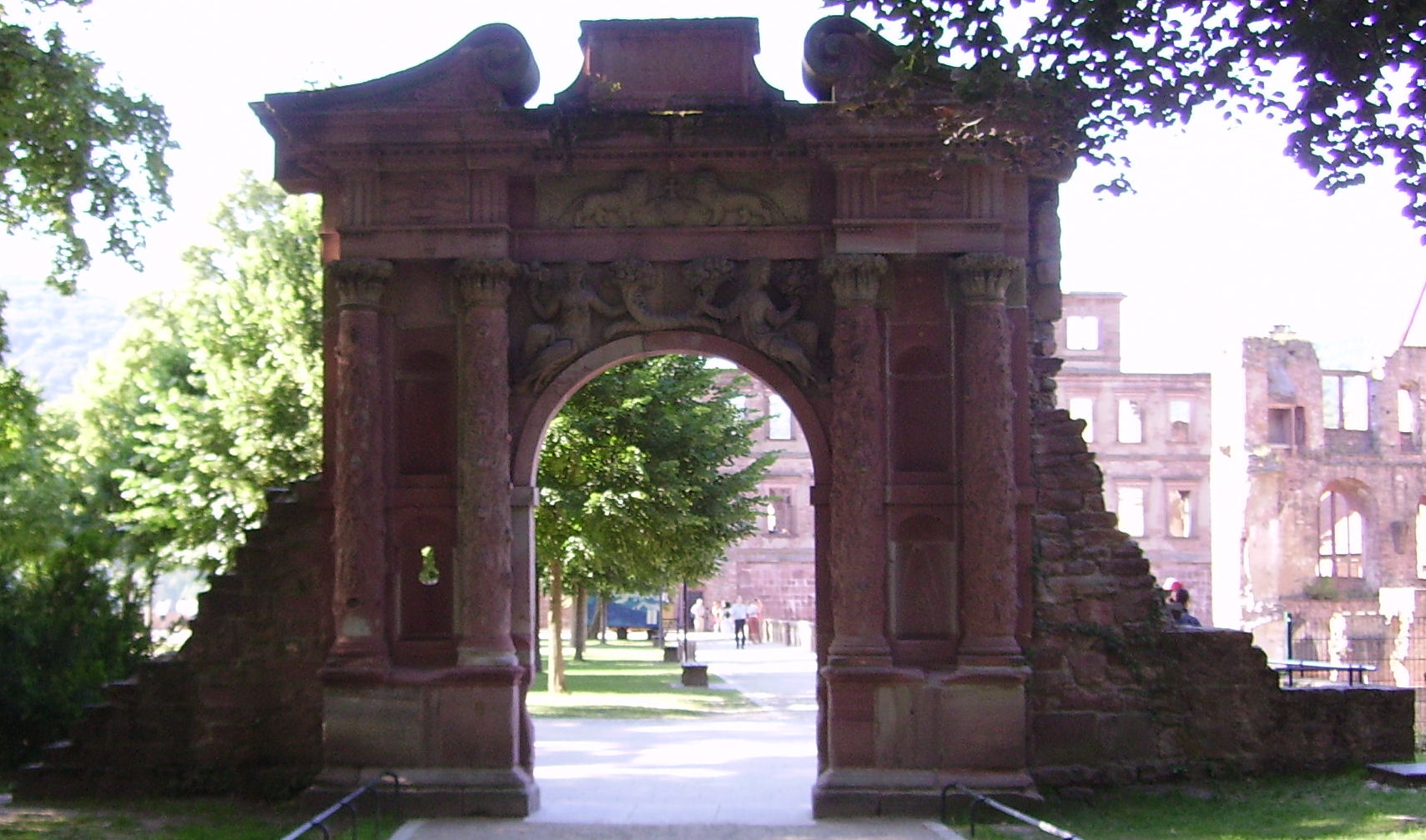
Erzsébet-kapu

Az Erzsébet-kapu (Elisabethentor) a Löveg-kert bejárata. V. Frigyes idején épült (a kövér toronyban lévő színházzal és az Angol épülettel együtt) felesége, Stuart Erzsébet angol hercegnő tiszteletére. A diadalív típusú kapu a szájhagyományok szerint az ifjú mátka 19. születésnapjára meglepetésnek készült egy éjszaka alatt 1615-ben. Az latin szövegű ajánlást kőbe vésték:
| FRIDERICVS V ELISABETAE CONIVGI. CARISS (IMAE) A(NN0). C(HRISTI). MDCXV. F(ACIENDUM). C(URAVIT) A kaput V. Frigyes állíttatta hőn szeretett felesége, Erzsébet számára 1615-ben |

Az Erzsébet-kapu a heidelbergi kastély első barokk eleme. Építésze az Erzsébettel Heidelbergbe érkező Salomon de Caus volt. Négy oszlopát fatörzsként ábrázolták, amelyen borostyán kúszik felfelé, a levelek között pedig mindenféle állat bujkál: békák, bogarak, csigák, gyíkok és mókusok.

#### Kastélykert (Hortus Palatinus)
A kastélykertet (latin neve Hortus Palatinus = pfalzi kert) V. Frigyes felkérésére a francia kertépítész, Salomon de Caus tervezte 1614-1619 között az úgynevezett „nyúlkertecske”, a késő középkori várkert kibővítésével. A munkálatok során hatalmas mennyiségű földet kellett megmozgatni és területeket átszervezni, hogy kialakítsák a domboldalon a virágoskert öt teraszát, nem törődve a kastély védelmének csökkenésével. A kertek kialakításához egy 20 méter magas támfalat is építettek, mely a teraszokat tartotta. A kertet francia mintára szimmetrikus virágágyásokkal ültették be. A sétányokat szobrokkal szegélyezték. A kerthez tartozott egy fűtött narancsház is, valamint egy tengeri állatokat ábrázoló, faragványokkal díszített mesterséges barlang is (Grosse Grotte). A negyedik teraszon fürdőházat, valamint halas medencéket alakítottak ki. Amikor Frigyest megválasztották Csehország királyának, Prágába helyezte át székhelyét és a kertépítési munkák leálltak: a kert soha nem készült el. A parkot többször is feldúlták, így az csak rajzokból és festményekből, valamint a kertépítő 1620-ban publikált részletes leírásából ismert. A Hortus Palatinus Európa leghíresebb kertjei közé tartozott, a kortársak a világ 8. csodájának tartották. Károly Frigyes badeni nagyherceg megbízásából angol stílusban építették ki ismét a 18. század közepén. Erről a kertről tett említést Goethe is, amikor Heidelbergben járt.
A madárház vagy narancsház közvetlenül az Erzsébet-kapu mellett állt, a löveg-kertet lezárva. Az épületet a 18. század elején egészen a várárokig kibővítették. Ma már csak a nyugati fal romjai és a földbe rakott kőlapok mutatják az egykori épület méretét. A narancsház növényeit 1725-ben a schwetzingeni kastély kertjébe telepítették át. 1805-ben az épületet a választófejedelem engedélyével lebontották és nyilvános parkot hoztak létre. A madárház falmaradványára 1961-ben egy kőtáblát helyeztek egy régebbi emléktábla helyett. A Marianne von Willemers verssoraival ellátott felirat Goethével történt utolsó találkozójának állít emléket (1815 ősze).

## Fordítás
- Ez a szócikk részben vagy egészben a Heidelberger Schloss című német Wikipédia-szócikk ezen változatának fordításán alapul.  Az eredeti cikk szerkesztőit annak laptörténete sorolja fel. Ez a jelzés csupán a megfogalmazás eredetét és a szerzői jogokat jelzi, nem szolgál a cikkben szereplő információk forrásmegjelöléseként.